# Mukhina (inslagkrater)
Mukhina is een inslagkrater op de planeet Venus. Mukhina werd in 1985 genoemd naar de Sovjet-Russische beeldhouwster Vera Moechina (1889-1953).
De krater heeft een diameter van 24,5 kilometer en bevindt zich in het zuidwesten van het quadrangle Bereghinya Planitia (V-8).